# Nephesa mazera
Nephesa mazera är en insektsart som beskrevs av Medler 1996. Nephesa mazera ingår i släktet Nephesa och familjen Flatidae. Inga underarter finns listade i Catalogue of Life.